# Sophia Lee
Sophia Lee (* 13. Mai 1750 in London; † 13. März 1824 in Clifton, heute Stadt Bristol) war eine englische Schriftstellerin, Dramenschreiberin und Lehrerin. Sie schrieb ihre Literatur im Stil der Gothic Fiction.

## Leben und Werk
Sophia Lee war eine Tochter des Schauspielers John Lee (Covent-Garden-Theater) und ältere Schwester der ebenfalls als Schriftstellerin tätigen Harriet Lee.
Sie brachte am 5. August 1780 mit Beifall das auf Denis Diderots Le père de famille basierende Lustspiel The Chapter of Accidents auf dem Haymarket-Theater in London zur Aufführung. Es handelt sich dabei um ein Drama bestehend aus drei Akten und es nimmt Bezug auf George Colmans Werk The Elder of the Haymarket Theatre on 5. August 1780. Dasselbe war ein voller Erfolg.
1781, nach dem Tod ihres Vaters, zog sie mit ihrer Schwester Harriet nach Bath und verwendete den Ertrag ihres Stücks zur Gründung einer höheren Mädchenschule, der sie viele Jahre vorstand. Dieselbe war für die Schwestern ein Zuhause.
1785 veröffentlichte sie einen der frühesten englischen historischen Romane, The Recess, or a Tale of other Times, der eine düstere Tendenz aufweist und beträchtliche Verbreitung erlangte. Der Roman wurde im Viktorianischen Zeitalter verfasst und handelt von Marias, Königin auf Schottland, fiktionalen Töchtern.
1796 schrieb sie das Trauerspiel Almeyda, Queen of Granada, das gleichfalls Erfolg hatte. Ferner verfasste sie die Erzählungen The young Lady’s Tale und The Clergyman’s Tale, die von vielen für ihre besten Leistungen gehalten werden, für die von ihrer Schwester Harriet herausgegebenen Canterbury Tales (fünf Bände, 1797–1805), bald eine Lieblingslektüre des englischen Publikums. 1804 publizierte sie The Life of a Lover, einen Roman in sechs Bänden. Das Drama ist im Blankvers verfasst. Die Handlung beginnt in Drury Lane am 20. April 1796 und endet nur fünf Nächte danach. Das Werk Recess kann als Vorläufer der Gothic Novel betrachtet werden, denn sie wendet Elemente der Autor*innen des erst später etablierten Genres an. Es war so populär, dass 1820 eine weitere Novelle erschien, Rose Douglas; or, The Court of Elizabeth. William Hazlitt mag es im Vergleich zu den Werken von Ann Radcliffe als „düster“ bezeichnen, aber sein Einfluss auf die Gothic-Schule der Minerva Press und auf Persönlichkeiten wie Walter Scott ist dennoch deutlich. Aus diesem Werk schrieb der italienische Schriftsteller Carlo Federici das Theaterstück Il paggio di Leicester (Der Page von Leicester), das wiederum zur Vorlage für die Oper Elisabetta regina d’Inghilterra (Elisabeth, Königin von England) von Gioachino Rossini aus dem Jahr 1812 wurde, deren Libretto von Giovanni Schmidt stammt.
1803 hatte Sophia Lee die Leitung der Mädchenschule in Bath abgegeben. Sie verlebte ihre restlichen Jahre in Zurückgezogenheit und ließ sich 1812 in Clifton bei Bristol nieder, wo sie am 13. März 1824 im Alter von 73 Jahren starb.
Charlotte von Stein verwendete den Roman The Young Lady’s Tale. The Two Emilys (1798) als Vorlage für ihr Drama Die zwey Emilien.

## Werke
Dramen:
- The Chapter of Accidents. 1780.
- Almeyda, Queen of Granada. 1796.
- The Assignation. 1807.

Romane:
- The Recess. 1783–1785
- The Young Lady’s Tale. The Two Emilys. 1798.
- The Life of a Lover. 1804.
- Ormond; or, the Debauchee. 1810.